# Bresse
Pour les articles homonymes, voir Bresse (homonymie).
La Bresse est une région naturelle de France et une ancienne province, située à cheval entre les régions Auvergne-Rhône-Alpes et Bourgogne-Franche-Comté. Les habitants de la Bresse sont appelés les « Bressans ».

## Géographie

### Situation
La Bresse occupe une superficie de près de 4 000 km2. Elle est délimitée à l'ouest par la Saône et au nord par le Doubs. À l'est elle est limitée par les premiers contreforts et collines du massif du Jura, soit le Revermont jusqu'à la hauteur de Lons-le-Saunier (Coligny et Saint-Amour se situent sur cette limite), puis le vignoble du Jura plus au nord. Au sud, sa limite, avec la Dombes, est floue ; la plus communément admise part de la confluence de la Chalaronne avec la Saône à l'ouest et finit dans la commune de Saint-Martin-du-Mont à l'est.
L'expression géographique « Bresse » est composée de trois parties différentes :
- la Bresse bourguignonne, subdivisée en Bresse louhannaise et Bresse chalonnaise, qui se situe dans l'est du département de Saône-et-Loire ;
- la Bresse savoyarde — parfois appelée Bresse de l'Ain — qui compose le quart nord-ouest du département de l'Ain ;
- la Bresse jurassienne, appelée également Bresse comtoise, la plus petite partie des trois, à l'ouest du département du Jura (et annexe de la Bresse louhannaise).

### Cadre géologique

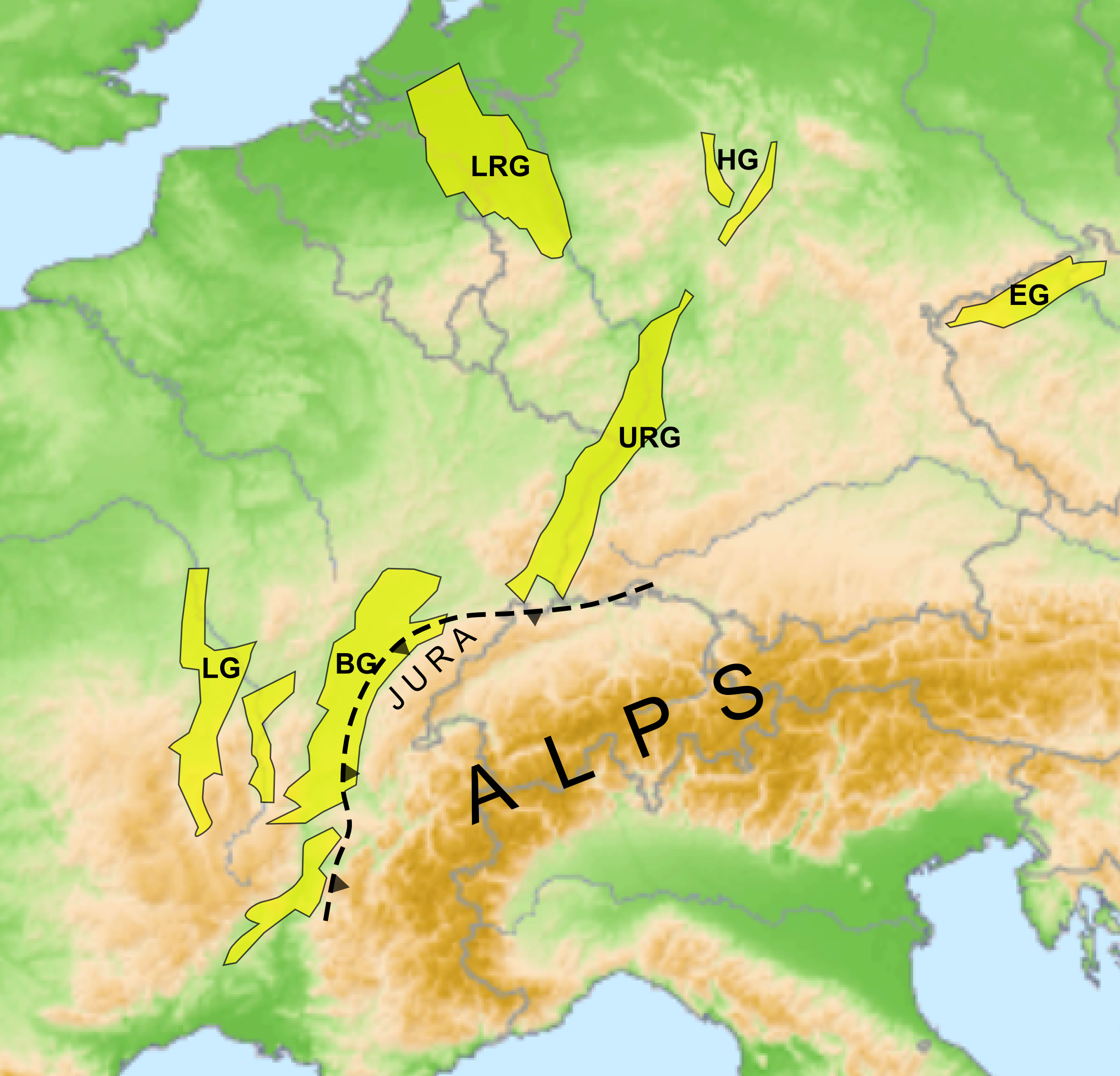
Carte montrant les principaux grabens du rift ouest-européen : LG = Graben de Limagne, BG = Bresse Graben, URG = Fossé rhénan, LRG = Lower Rhine Graben, HG = Hessian Grabens & EG = Eger Graben.

La plaine bressane correspond à un graben, fossé d'effondrement du Massif central, qui fait 200 km de long et 30 à 60 km de large. Ce graben fait partie d'un système plus vaste, le rift ouest-européen, ensemble de grabens qui traverse l'Europe occidentale. Le fossé bressan, appelé aussi fossé de la Saône est une dépression tectonique située entre le fossé rhénan au Nord et le fossé rhodanien au Sud. Ces grabens orientés SSO-NNE (direction N15-20) se sont formés durant le Cénozoïque à l'avant de la chaîne alpine qui est spatialement et temporellement connectée au rift, une grande partie des grabens étant disposés concentriquement autour du front alpin. L'orogenèse alpine a réactivé d'anciennes fractures varisques, découpant la Bresse en sous-bassins séparés par deux seuils de direction NNE / SSW : au nord, le bassin chalonnais séparé du bassin louhannais par le seuil de Sennecey-la Serre, au sud le bassin méridional séparé du bassin du centre par le seuil de Cormoz.
Au cours de ce rifting lent qui dure près de 25 millions d'années et induit une extension moyenne de 0,1 mm/an, les trois grands fossés parallèles du Massif central (le fossé de la Limagne, le fossé de Roanne-Montbrison et le fossé de la Bresse) sont envahis par un lac alimenté par un système d'écoulement fluviatile ou torrentiel d'escarpements de failles bordières.
L'histoire géologique de la Bresse est ainsi marquée par le dépôt de sédiments lacustres et fluvio-lacustres, s'achevant par des cycles alluviaux exclusivement fluviatiles.

## Histoire
Dès 1266, à la suite de l'héritage de Philippe Ier de Savoie de Renaud V de Baugé ou Bagé, la Savoie a autorité sur toute la Bresse (la principale héritière Sibylle de Baugé étant déjà la pupille de Philippe). De la fin du règne de Philippe Ier au traité de Paris de 1355, les comtes de Savoie n'ont cessé, comme en Bugey, pendant une période de guerre, de mettre en place sur l'ensemble de leur territoire une politique administrative, financière, sociale et architecturale, affermissant les réformes initiées par Pierre II de Savoie (1263-1268).
La Bresse est annexée au comté de Savoie lorsque Sibylle de Baugé, seule héritière, l'apporte en dot lors de son mariage en 1272 avec le futur comte de Savoie Amédée V. Bâgé en sera la capitale jusqu'à cette date avant que Bourg (devenu officiellement Bourg-en-Bresse seulement en 1955), place également fortifiée, de 3 400 habitants, lui ravisse le rôle de centre administratif et devienne en 1321 le centre du bailliage de Bresse.
À partir du 15 juin 1322, la Bresse sera remise en apanage aux héritiers du comté de Savoie.
Après 1350, en l’absence des comtes de Savoie et de leurs enfants, la Bresse et le Bugey sont administrés par des gouverneurs et lieutenants généraux, qui y commandent en temps de guerre et de paix. Ceux-ci devaient rendre compte de leurs actions au chancelier et au conseil de Savoie. Leurs charges étaient révocables au bon vouloir du prince. Parmi eux, on compte Jacques de La Baume, lieutenant général de Bresse de 1438 à 1440 et Jean de La Baume en 1536.
Le 17 janvier 1601, par le traité de Lyon signé entre le duc Charles-Emmanuel Ier de Savoie et le roi Henri IV, la Bresse est rattachée au royaume de France, ainsi que le Bugey, le pays de Gex et le Valromey, en échange du marquisat de Saluces qui entre dans le giron des États de Savoie.

## Toponymie
La Bresse est une région dont le vocable est issu de brixia mot vraisemblablement d'origine gauloise et de la même famille que bracu ou braco qui a donné brixia, bray et bresse, cette dernière forme désignant au XIe siècle le marécage. Autre forme bricia, braye, brai en vieux français qui veut dire « boue ». Le nom Bresse trouve son origine dans le nom donné à la région par les Romains lors de la Guerre des Gaules menée par César. Ce nom est Saltus Brixiae. Cette dénomination comprenait Saltus signifiant région boisée qui peut évoquer un espace non cultivé ou sauvage. Saltus fait donc référence aux vastes forêts recouvrant auparavant le territoire.

## Économie et agriculture

Communes de l'aire géographique de l'AOC de la Poule de Bresse, dans les départements de l'Ain, du Jura et de Saône-et-Loire

Grâce à une situation géographique privilégiée, ses 4 000 entreprises sont très dynamiques. Leur activité est principalement centrée sur les domaines suivants : l'agroalimentaire, la métallurgie, la carrosserie industrielle, la mécanique, le transport et la santé.
Elle est réputée pour les 1,2 million de volailles de Bresse élevées chaque année en plein air par 330 éleveurs.
Plusieurs mines de lignite ont existé dans la Bresse et les environs, notamment dans le gisement au nord-ouest de Lons-le-Saunier, dans le bassin dit « de Chaumergy ». Ces lignites sont datées du Plio-quaternaire et s'intercalent au sein d'autres formations sableuses ou argileuses.

## Culture bressane

### Aperçu sociologique
Pays essentiellement rural, la société bressane, par le passé, était organisée au rythme de l'activité agricole.
L'habitat en Bresse est dispersé, de type bocager, soucieux d'individualisme au sein de la communauté organisée autour de la paroisse et de la commune. La structure sociale se définit donc par un mélange de conservatisme, d'attachement aux valeurs ancestrales et de participation démocratique directe à la vie communautaire.
Les Bressans étaient surnommés par leurs voisins les « ventres jaunes » :
- d'après une version, ceci proviendrait du fait qu'ils fixaient à leur ceinture les pièces d'or provenant de la vente de la volaille de Bresse ;
- selon une autre version, les Bressans ont été les premiers à manger du maïs à la place du blé sous la forme de gaudes, par exemple. Pour cela, leurs voisins comtois ou bugistes pensaient que l'intérieur de leur ventre devait être jaune - la farine de maïs était torréfiée, et incluait la peau pigmentée des grains, contrairement à la plupart des farines de maïs disponibles dans le commerce au XXIe siècle.

### Folklore bressan

#### Costume traditionnel
Le costume traditionnel de fête de la Bresse, est conservé par des associations folkloriques. Il comporte, pour les femmes, un chapeau large, en forme de plateau, surmonté d'un cône noir. Pour les hommes, il s'agit d'une tunique bleue, d'un bonnet long, de culottes longues et de sabots. À Coligny, limite de l'Ain et du Jura, est organisée le premier mardi d'août de chaque année une foire bressane à l'ancienne où tout le monde est en costume bressan. Les Bressans suspendent des épis de maïs, appelés « panouilles », aux poutres des avant-toits des fermes bressanes.

#### La fête des conscrits

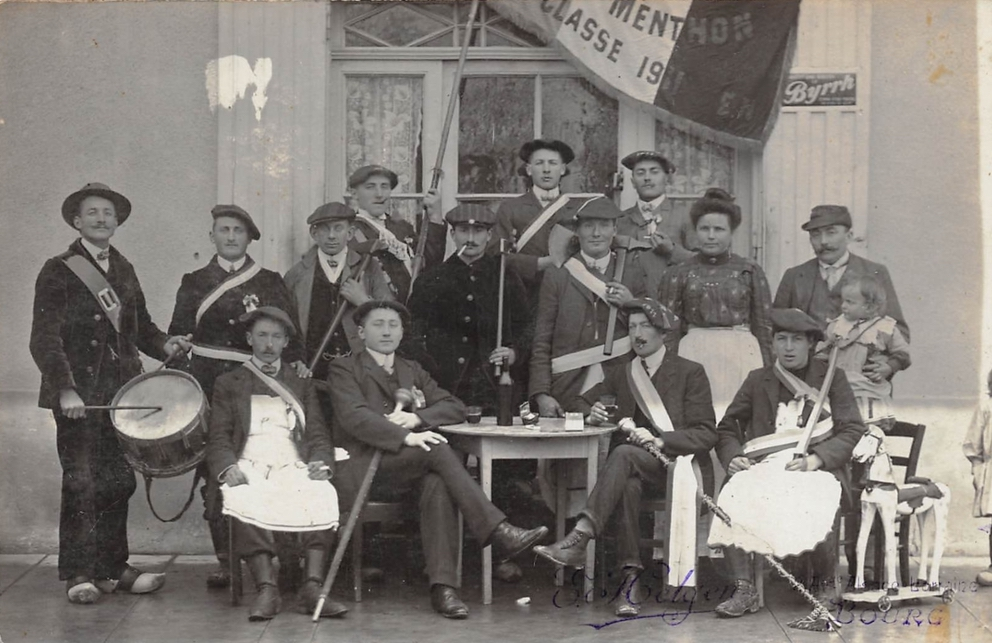
Classe 1911 des conscrits de Saint-Cyr-sur-Menthon.

La fête des conscrits très ancrée dans cette région concerne les jeunes gens de 20 ans, ayant ses racines dans la période de la « conscription » instaurée par le général Jourdan en 1798 et qui imposait que chaque homme âgé de 20 à 25 ans pouvait être appelé au service de la nation. Les jeunes paysans, pour beaucoup, remplaçaient contre certains avantages matériels les jeunes gens de familles plus aisées. Avant leur départ, de grandes fêtes s'organisaient alors. Elles existent aujourd'hui encore, malgré la fin du service militaire obligatoire, et sont très prisées des populations locales qui voient là un maintien d'un lien social très fort.
Ces fêtes se déroulent en général entre janvier et mars de l'année. Elles permettent aux personnes du village dont l'âge correspond à une décennie de se rassembler autour d'un grand banquet au cours duquel se joue « le rigodon », musique traditionnelle jouée par deux musiciens, un à la clarinette, l'autre au tambour.
L'organisation de ce banquet incombe en totalité aux jeunes gens âgés de 20 ans qui mettent un point d'honneur à inviter personnellement chaque convive lors d'une visite à leur domicile (les habitudes ont changé dans certaines communes, un courrier remplaçant la visite domiciliaire). C'est alors l'occasion de leur remettre une cocarde, signe distinctif correspondant à leur âge. Les fêtes de conscrits coïncident souvent avec les fêtes patronales lorsque celles-ci se situent entre janvier et mars. Elles sont l'occasion de la venue de la vogue pour la durée d'une fin de semaine. Le banquet des conscrits est suivi le lendemain ou la semaine suivante des matefaims. Les conscrits invitent la population du village et des environs à déguster des crêpes et à danser.

#### Vogue
Des fêtes patronales appelées vogues sont organisées traditionnellement chaque année dans chaque village.

#### Le dialecte bressan
Le dialecte bressan, ou patois bressan, relève de la langue francoprovençale ; il n'est plus guère pratiqué au-delà des cercles « patoisants », a été la langue principale de communication informelle, jusqu'aux années 1970 dans les campagnes bressanes, comme peuvent encore en témoigner tous ceux qui y ont vécu à cette époque.[réf. nécessaire].
Il ne faut pas confondre le bressan du domaine francoprovençal et du domaine d'oïl.

#### Mobilier bressan
La Bresse possède son propre style en termes de mobilier. Issu d'un habitat rural, les meubles que l'on retrouvait dans les fermes étaient souvent composés d'un ensemble type : une armoire bressane (la pièce la plus célèbre et la plus recherchée), une horloge, un vaisselier, un lit à baldaquin. Ces pièces sont caractérisées par le style bressan largement défini dans bon nombre d'ouvrages[réf. souhaitée]. Les meubles étaient bâtis par des « huchers », souvent adroits, et bénéficiant d'une large gamme d'essences de bois dans la région.
D'autres éléments sont aussi répertoriés : le berceau, la chaise à sel, tables et bancs. Souvent accommodés dans une pièce unique, l'hutau, le mobilier rural d'antan a connu un vif renouveau et les prix, pour les pièces d'époque, ont connu une courbe ascendante fulgurante. Ces pièces, autrefois délaissées au profit de meubles « modernes », ont retrouvé de nos jours leur place, de choix, dans les salons, chambres et cuisines, autour de Louhans ou de Bourg-en-Bresse[réf. souhaitée].

### Spécialités culinaires
- Volaille de Bresse
- Bréchets de poulets
- Gaudes
- Fondue bressane[réf. nécessaire]
- Galette bressane
- Crêpe vonnassienne
- Galette pérougienne
- Bresse Bleu
- Piment de Bresse
- Les corniottes (spécialité de la ville de Louhans)

## Lieux et monuments
- L'église de Brou
- Cheminée sarrasine
- Fermes bressanes
- Château de Montcony, monument historique[20] médiéval d'architecture bressane

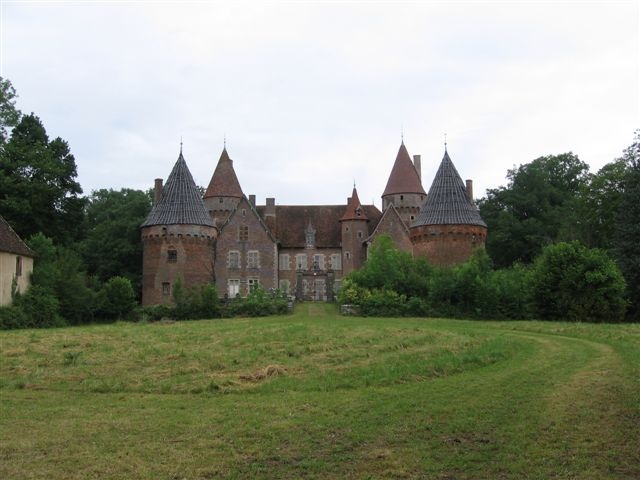
Le château de Montcony d'architecture typiquement bressane, à Montcony, Saône-et-Loire.

- Apothicairerie de l'hôtel-Dieu à Bourg-en-Bresse et à Louhans